# Norm Storey
Norm Storey (ur. 6 października 1936 w Sydney, zm. 20 listopada 2023) – australijski rugbysta grający na pozycji łącznika ataku, reprezentant kraju.
Uczęszczał do The Scots College i przez trzy lata występował w pierwszej drużynie tej szkoły. W trakcie kariery sportowej reprezentował klub Easts, w którym zadebiutował w roku 1955, zaś trzy lata później po raz pierwszy zagrał w stanowej drużynie. Niedługo potem zerwał ścięgno Achillesa, która to kontuzja na dłuższy czas wyłączyła go z uprawiania sportu. W 1957 roku wraz z trzema innymi zawodnikami z Sydney wystąpił w zespole reprezentującym Australię Południową w meczu z NSW Country Rugby Union z uwagi na grypę azjatycką, która pojawiła się w tej drużynie. Jego drugi stanowy występ, w którym Nowa Południowa Walia niespodziewanie pokonała Nową Zelandię w 1962 roku, dał mu powołanie do australijskiej reprezentacji. Jedyny raz zagrał w niej przeciwko All Blacks – pomimo dobrej postawy nie pozostał w składzie na kolejny testmecz, a niedługo potem w kadrze zadebiutował Phil Hawthorne, który na najbliższe kilka lat stał się podstawowym łącznikiem ataku Wallabies. Storey wyjechał następnie do Perth i w 1963 roku został wybrany do drużyny stanu Australia Zachodnia na mecz z reprezentacją Australii przygotowującą się do tournée po RPA. Dwa lata później natomiast zaliczył występ w czwartej stanowej reprezentacji – w barwach Wiktorii zagrał przeciwko wizytującym Springboks. Powróciwszy do Sydney grał przez pół sezonu dla Easts, a doznawszy kolejnej poważnej kontuzji zakończył karierę sportową.
Pracował jako pilot w Trans Australia Airlines. Żonaty z Gail, trójka dzieci – Matt, John i Nicole.